# Merrey-sur-Arce
Merrey-sur-Arce é uma comuna francesa na região administrativa de Grande Leste, no departamento de Aube. Estende-se por uma área de 8,39 km². Em 2010 a comuna tinha 329 habitantes (densidade: 39,2 hab./km²).